# Jinul
Bojo Jinul (en Hanja:普照知訥, en Hangul:보조지눌, 1158–1210) o Jinul fue un monje coreano durante la dinastía Goryeo; se le considera la persona más influyente sobre budismo coreano  y el fundador de la escuela Seon o buddhismo (budismo) meditativo coreano. Se ensalzó como el iniciador de la secta Jogye por unificar otras sectas del budismo.
Su nombre real fue Jeong, saliendo su familia en 1165 d. C. para iniciar sus prácticas de Seon con las enseñanzas del maestro Jonghwi de la montaña Sagulsan dónde se ubicaban las «Nueve escuelas» del budismo Seon en la península coreana. Como Goryeo elaboraba el budismo como religión del estado, los monjes tuvieron que tomar un examen como Seung-gwa. Pasándolo en 1182, al principio ganó consemiento de trabajar en Pyeongyang en alto puesto. Como la comunidad de los budistas en Pyeongyang era negativo de reformar dentro de los templos, denegó la propuesta, transladando al templo Cheongwonsa. 
A medida que continuaba su meditación, Jinul terminó su estudio de todos tripitakas, ganando serie de ilustración. Buscaba medio de consolidar nuevo movimiento dentro de seon coreano llamado samādhi  y sabiduría en budismo.
En su era, fueran conflictos dentro de dinastía con muchos muertos de los pleyebos por los nobles, aumentando podredumbre del budismo después de apoyos de los reales. Jinul, bajo esta situación, trató de construir la nueva comunidad de los ascetas de disciplinas e idea pura. Abriendo el templo para su misión en la montaña Jogyesan, predicó su teoría en el enfoque holístico incluso meditación, doctrina y lecturas. Por esto, relativamente Jinul logró armonía de las sectas budistas en Corea, especialmente de Gyojong que centra su enseñanza en doctrinas.
Lo ganaba confianza del rey Huijong de Goryeo, dando orden de cambiar el nombre de montaña dónde enseñó su doctrina desde Songgwangsan a Jogyesan en su fama.